# 7 януари
7 януари е 7-ият ден в годината според григорианския календар. Остават 358 дни до края на годината (359 през високосна година).

## Събития
- 1558 г. – Франция завладява Кале, последното владение на Англия в континентална Европа.
- 1566 г. – Започва понтификатът на папа Пий V.

- 1598 г. – Борис Годунов става цар на Русия.
- 1610 г. – Италианският математик и астроном Галилео Галилей наблюдава четири от естествените спътника на Юпитер – Йо, Европа, Ганимед и Калисто, наречени по-късно Галилееви спътници.
- 1714 г. – Англичанинът Хенри Мил патентова пишеща машина, от която не е правено масово производство.
- 1768 г. – Роден е Жозеф Бонапарт, крал на Испания и брат на Наполеон Бонапарт.
- 1782 г. – Открита е първата търговска банка в САЩ.
- 1785 г. – Американецът Джон Джефри и французинът Жан-Пиер Бланшар прелитат първи в света Ламанша с балон с горещ въздух.
- 1797 г. – Италия започва да използва настоящия си национален флаг.
- 1841 г. – Писателят Виктор Юго е избран за член на Френската академия.
- 1879 г. – В София е открита Първа мъжка гимназия.
- 1887 г. – Томас Стивънс от Сан Франциско завършва първото в света околосветско пътешествие с велосипед, изминавайки за 4 години над 13 хиляди мили.
- 1894 г. – Уилям Диксън патентова филмовата лента.
- 1904 г. – Влиза в употреба международния сигнал за бедствие CQD, изместен 2 години по-късно от SOS.
- 1909 г. – Във Франция е издаден първият лиценз за пилотиране на самолет.
- 1914 г. – През Панамския канал преминава първият кораб.
- 1924 г. – Джордж Гершуин приключва Рапсодия в синьо.
- 1924 г. – Австрия, Белгия, Испания, Швейцария, Унгария, Франция и Чехословакия учредяват в Париж Международна федерация по хокей.
- 1927 г. – Открита е трансатлантическата телефонна линия между Лондон и Ню Йорк.
- 1945 г. – Във Вардарска Македония са избити 1200 граждани, които проявяват българско самосъзнание – актът е известен като Кървавата Коледа.
- 1950 г. – При пожар в болницата на Дейвънпорт (Айова) загиват 41 души.
- 1953 г. – Президентът Хари Труман обявява, че САЩ са разработили водородна бомба.
- 1959 г. – САЩ признават временното правителство на Куба, начело с Фидел Кастро.
- 1979 г. – Виетнамската армия превзема столицата на Кампучия (дн. Камбоджа) Пном Пен и сваля от власт режима на Пол Пот и Червените кхмери.
- 1984 г. – Бруней става шестия член на Асоциацията на страните от Югоизточна Азия.
- 1990 г. – От съображения за сигурност е забранен достъпа на посетители във вътрешността на Наклонената кула в Пиза.
- 1999 г. – Започва процедурата по импийчмънт на президента на САЩ Бил Клинтън.

## Родени
- 1502 г. – Григорий XIII, римски папа († 1585 г.)
- 1800 г. – Милърд Филмор, 13-и президент на САЩ († 1874 г.)
- 1845 г. – Димитър Моллов, български лекар-хирург и политик, акад. († 1914 г.)
- 1846 г. – Теодосий Скопски, български духовник († 1926 г.)
- 1856 г. – Стоян Михайловски, български писател († 1927 г.)
- 1857 г. – Сава Дацов, български икономист († 1940 г.)
- 1858 г. – Елиезер Бен Йехуда, еврейски лингвист († 1922 г.)
- 1860 г. – Емануил Манолов, български композитор († 1902 г.)
- 1862 г. – Иван Георгов, български философ († 1936 г.)
- 1871 г. – Матей Икономов, български артист († 1960 г.)
- 1892 г. – Иван Вазов, български политик († 1945 г.)
- 1895 г. – Георги Костов, български режисьор († 1961 г.)
- 1897 г. – Георги Наджаков, български физик († 1981 г.)
- 1899 г. – Степан Шчипачов, руски поет († 1980 г.)
- 1899 г. – Франсис Пуленк, френски композитор († 1963 г.)
- 1906 г. – Иван Дочев, български политик († 2005 г.)
- 1912 г. – Иван Якубовски, съветски маршал († 1976 г.)
- 1916 г. – Орце Николов, македонски партизанин († 1942 г.)
- 1916 г. – Паул Керес, естонски шахматист († 1975 г.)
- 1924 г. – Захари Медникаров, български диригент († 2007 г.)
- 1925 г. – Манол Тодоров, български музикант, фолклорист и педагог († 2019 г.)
- 1925 г. – Джералд Даръл, английски писател († 1995 г.)
- 1928 г. – Христо Минчев, български артист († 2012 г.)
- 1935 г. – Валерий Кубасов, съветски космонавт († 2014 г.)
- 1937 г. – Али Соили, коморски политик († 1978 г.)
- 1938 г. – Теодор Мусев, български пианист († 2021 г.)
- 1939 г. – Иван Радулов, български шахматист
- 1941 г. – Джон Уолкър, британски химик, Нобелов лауреат през 1997 г.
- 1945 г. – Раила Одинга, министър-председател на Кения
- 1948 г. – Ичиро Мидзуки, японски певец († 2022 г.)
- 1949 г. – Ан Шедийн, американска актриса
- 1952 г. – Франц Йозеф Чернин, австрийски писател
- 1952 г. – Цоньо Василев, български футболист († 2015 г.)
- 1953 г. – Велизар Енчев, български журналист
- 1956 г. – Дейвид Карузо, американски актьор
- 1962 г. – Александър Дугин, руски философ
- 1962 г. – Радосвета Пиронкова, българска плувкиня
- 1963 г. – Клинт Мансел, английски композитор
- 1964 г. – Никълъс Кейдж, американски актьор
- 1968 г. – Георги Господинов, български поет
- 1970 г. – Сарухан Хюнел, турски актьор
- 1971 г. – Джереми Ренър, американски актьор
- 1977 г. – Софи Оксанен, финландска писателка
- 1985 г. – Луис Хамилтън, английски състезател от Формула 1
- 1987 г. – Линдзи Фонсека, американска актриса
- 1987 г. – Давиде Астори, италиански футболист († 2018 г.)
- 1991 г. – Еден Азар, белгийски футболист

## Починали
- 1285 г. – Карл I Анжуйски (* 1226 г.)
- 1536 г. – Катерина Арагонска, съпруга на Хенри VIII (* 1485 г.)
- 1655 г. – Инокентий X, римски папа (* 1574 г.)
- 1862 г. – Константин Миладинов, български поет (* 1830 г.)
- 1882 г. – Игнаци Лукашевич, полски аптекар (* 1822 г.)
- 1890 г. – Августа Сакс-Ваймарска, кралица на Прусия (* 1811 г.)
- 1892 г. – Ернст Вилхелм фон Брюке, германски физиолог (* 1819 г.)
- 1892 г. – Тауфик паша, владетел на Египет (* 1852 г.)
- 1914 г. – Михаил Петрович Клодт, руски художник, передвижник (* 1835 г.)
- 1932 г. – Андре Мажино, френски офицер (* 1877 г.)
- 1943 г. – Никола Тесла, американски изобретател (* 1856 г.)
- 1943 г. – Станимир Станимиров, български просветен деец (* 1858 г.)
- 1944 г. – Иван Бележков, български революционер (* 1866 г.)
- 1944 г. – Лу Хенри Хувър, първа дама на САЩ (1929 – 1933) (* 1874 г.)
- 1959 г. – Борис Лавреньов, руски писател (* 1891 г.)
- 1984 г. – Алфред Кастлер, френски физик, Нобелов лауреат през 1966 г. (* 1902 г.)
- 1988 г. – Венко Марковски, български писател (* 1915 г.)
- 1989 г. – Хирохито, император на Япония (* 1901 г.)
- 1992 г. – Ричард Хънт, американски кукловод – Мъпет Шоу (* 1951 г.)
- 1998 г. – Владимир Прелог, хърватски химик, Нобелов лауреат през 1975 г. (* 1906 г.)
- 2004 г. – Ингрид Тюлин, шведска актриса (* 1926 г.)
- 2006 г. – Юри Буков, български пианист (* 1923 г.)
- 2024 г. – Франц Бекенбауер, немски футболист и треньор (* 1945 г.)[1]

## Празници
- Православна църква – св. Йоан Кръстител (Ивановден). Имен ден празнуват Иван, Иво, Йоан, Йоана, Ивайло, Иванка, Ивана, Ива, Ванчо, Ваньо, Ваня, Ивелин, Калоян, Йото, Йонко, Жана
- Православна църква – Коледа (по Юлиански календар)
- Италия – Ден на националното знаме (Festa del Tricolore, от 1797 г.)
- Камбоджа – Ден на освобождението (1979 г., чества се свалянето на режима на Пол Пот след инвазията на Виетнамската армия в страната).
- Япония – Фестивал на седемте билки (七草の節句 – Nanakusa-no-sekku)